# Nestoras Kommatos
Nestoras Kommatos (in greco Νέστορας Κόμματος?; Larissa, 4 maggio 1977) è un ex cestista greco, figlio di padre greco e madre guineana.

## Palmarès

### Squadra
- Campionato israeliano: 1

Maccabi Tel Aviv: 2004-05
- Coppa di Grecia: 1

Aris Salonicco: 2003-04
- Coppa di Israele: 1

Maccabi Tel Aviv: 2004-05
- Eurolega: 1

Maccabi Tel Aviv: 2004-05
- Supercoppa italiana: 1

Fortitudo Bologna: 2005

#### Individuale
- MVP Coppa di Grecia: 1

Aris Salonicco: 2003-04